# Rhynchina herbuloti
Rhynchina herbuloti är en fjärilsart som beskrevs av Pierre E.L. Viette 1965. Rhynchina herbuloti ingår i släktet Rhynchina och familjen nattflyn. Inga underarter finns listade.